# Trudberto
San Trudberto (607 o 644 d. C.) fue un misionero irlandés del siglo VII. Es conocido comúnmente en la iglesia celta como un monje proveniente de Irlanda.

## Vida
De acuerdo con la leyenda, primero se dirigió a Roma para recibir la autorización del papa para realizar su misión. A su regreso de Italia viajó a lo largo del Rin hacia el país de los alamanes en Brisgovia. Una persona importante llamada Otbert lo mandó a un territorio de misión situado a 25 kilómetros (16 millas) al sur de Friburgo en Suabia, que hoy forma parte del pueblo de Münstertal situado en la Selva Negra.
Trudberto al llegar taló árboles y construyó una perqueña celda y una pequeña iglesia que más tarde el obispo de Constanza, Martino de Constanza, consagraría en honor de Pedro y Pablo. Allí Trudberto desarrolló una vida laboriosa y ascética.
Según una leyenda, fue asesinado debajo de un pino mientras dormía por uno de los siervos que Ottbert le había regalado, en venganza por las severas tareas que Trudberto les imponía. Ottbert celebró un entierro con todos los honores para Trudberto. En su honor el siglo siguiente fue construida la abadía benedictina de San Trudberto en el lugar donde fue enterrado. La historia de su vida está repleta de detalles legendarios los cuales no aportan un juicio fidedigno acerca de su época, del trabajo que este realizó o del éxito que cosechó. El período en el que vivió en Brisgovia se estima que fue en torno al 640-643 aunque Baur ofrece como fecha de su muerte el año 607. El día de su muerte es el 26 de abril.

## Veneración
En el año 815 sus huesos constituyeron el primer testimonio biográfico acerca de él. Estos fueron revisados en los siglos X d. C. y XIII d. C., llegando su relicario finalmente a la iglesia de la abadía de San Trudberto. Sus restos mortuorios se coservan en el monasterio de Ettenheim.